# Bisphenol E
Bisphenol E kurz (BPE) ist eine aromatische organische Verbindung aus der Gruppe der Diphenylmethan-Derivate und eines der in der Kunststoffindustrie bedeutsamen Bisphenole. BPE ist eine mit Bisphenol A artverwandte Verbindung, wobei die beiden aromatischen Ringe durch eine Ethylengruppe (C2H4) verbunden sind.

## Verwendung
BPE dient vor allem als Rohstoff zur Herstellung von Kunststoffen und Harzen. Des Weiteren weist BPE starke Absorptionsbanden im UV-Bereich auf. Daher könnte eine photochemische Methode mit Anwendung von Sonnenlicht oder künstlichem Licht als vielversprechende Technik bei der Behandlung von Abwässern, welche BPE kontaminiert sind, gelten.